# Roberto Filippini
Roberto Filippini (n. Vinci, Provincia de Florencia, Italia, 6 de junio de 1948) es un obispo católico, teólogo, biblista, profesor y escritor italiano.
Ordenado sacerdote en el año 1973.
Es el obispo emérito de la Diócesis de Pescia.

## Biografía
Nacido en la localidad italiana de Vinci de la Provincia de Florencia, el día 6 de junio de 1948, pero se crio junto a sus padres en Tirrenia.
Desde muy joven al descubrir su vocación religiosa, decidió entrar al Seminario Metropolitano de Pisa y después se trasladó a la ciudad de Roma, donde pasó al seminario "Almo collegio Capranica" y además se licenció en Teología y se especializó en la escritura sagrada como biblista por la Pontificia Universidad Gregoriana y el Pontificio Instituto Bíblico.
Ya el día 14 de abril de 1973 fue ordenado sacerdote por el arzobispo Mons. Benvenuto Matteucci.
Después de su ordenación inició su ministerio, desempeñándose como vicario parroquial en la Parroquia de San Hermes de Grecia en Forte dei Marmi y luego fue párroco en la comuna de Colignola y en Pisa fue en la Iglesia del Santo Sepulcro y en la Iglesia de San Martino.
Luego desde 1987 a 1998, dirigió el Instituto Superior de Ciencias Religiosas "B. Nicolás Steno" de Pisa.
Al mismo tiempo desde 1993 a 1999 fue Decano del Instituto "Studio Teologico Interdiocesano Mons. Enrico Bartoletti" de Camaiore, donde fue profesor de Teología fundamental y escritura.
A partir de ese último año hasta 2015, ha sido Rector del Seminario Metropolitano de Pisa (donde el mismo estuvo estudiando), Director de la Biblioteca Cathariniana y Capellán de la Prisión Don Bosco.
También el 10 de diciembre de 2010, fue nombrado Director de Instituto Superior de Ciencias Religiosas "Nicolás Steno".
Además de sus labores, desde esa época está comprometido con el movimiento "No violencia", siendo miembro del Grupo Franz Jägerstätter en el que luchan para evitar este problema.

### Episcopado

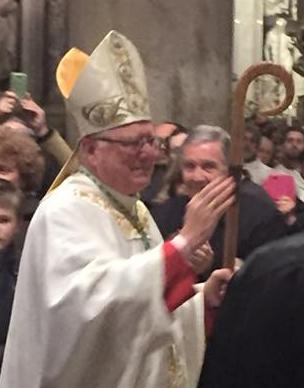
Durante su toma de posesión

Actualmente desde el 25 de noviembre de 2015, tras ser nombrado por el papa Francisco es el nuevo Obispo de la Diócesis de Pescia, en sucesión de Mons. Giovanni De Vivo(†) que renunció por motivos de edad pero al poco tiempo falleció.
Recibió la consagración episcopal el día 3 de enero de 2016, a manos de los Arzobispos Mons. Giovanni Paolo Benotto como consagrante principal y como coconsagrante a Mons. Antonio Mennini y Mons. Riccardo Fontana.
Tras su nombramiento eligió como lema episcopal, la frase "Ex toto corde". Y el 24 de enero ha tomado posesión de su nuevo cargo en la catedral diocesana.
El 14 de octubre de 2023 fue aceptada su renuncia al gobierno pastoral de la diócesis de Pescia.

## Obras y publicaciones
- R. Filippini, Cantico dei cantici. Sogno dei sogni, Pazzini, 2010, ISBN 9788862570763.
- R. Filippini, Il Vangelo della pace. Caso serio di credibilità, Pazzini 2015, ISBN 9788862572170.
- R. Filippini - S. Dianich, La Chiesa di Gesù Cristo, ed. Ut Unum sint, Roma 1974
- R. Filippini, At.3,1-10: Proposta di analisi semiotica del racconto, in Rivista Bibiblica 28 (1980), 305-317
- R. Filippini, Ma io vi dico..Il radicalismo nelle antitesi del Discorso della Montagna, in Parole di vita 4 (1987), 4-13
- R. Filippini, La Chiesa secondo i Sinottici, in Parole di Vita 1 (1989), 25-36
- R. Filippini, La forza della verità.Sul concetto di testimonianza nell'Apocalisse, in Rivista Biblica 4 (1990), 401-449
- R. Filippini, "La testimonianza di Gesù è lo Spirito della profezia" (Ap.19,10. Profezia come testimonianza nell'Apocalisse, in Ricerche Storico Bibliche 1 (1993) 97-111
- R. Filippini, Nonviolenza e Giustizia nella Bibbia, in Nonviolenza e Giustizia nei testi sacri delle Religioni Orientali . Atti del Convegno interdisciplinare della facoltà di lettere dell'Università di Pisa, 24-26 maggio 1995, ed. Giardini Pisa (1998), 163-187
- R. Filippini, Per una Teologia Politica dell'Apocalisse, in Sempre Apocalisse a cura di S. Dianich, ed. Piemme (1998), 105-124
- R. Filippini, Il discorso di Paolo a Gerusalemme in At 22,1-21, in Parole di Vita 6 (1998),4-10
- R. Filippini, Per una teologia lucana della testimonianza. Un'indagine nel libro degli Atti degli Apostoli, in P. Ciardella-M. Gronchi (ed.), Testimonianza e verità, Città Nuova, Roma (2000) ,101-116
- R. Filippini, I due testimoni (Ap 11,1-13), in Parole di Vita 3(2000), 38-43
- R. Filippini, I cieli squarciati. Un approccio biblico alla Trinità di Masaccio, in S. Dianich-T. Verdon (ed), La Trinità di Masaccio. Arte e Teologia, EDB, Bologna 2004, 65-89
- R. Filippini, Cain and Beyond, Violence end nonviolence in the Bible, in C. Dente-S. Soncini (ed), Conflict Zones: Actions, Languages, Mediations, ETS, Pisa 2004, 163-178
- R. Filippini, Signore insegnaci a pregare. La preghiera di Gesù e dei discepoli nei Sinottici, in R. Burigana-V. Bertalot-G.Bof-A. Fabris(ed), Dall'amicizia al Dialogo, Saggi in onore di Mons. Alberto Ablondi, Società Biblica Britannica&Forestiera, Roma 2004, 45-60 R. Filippini, Lo Spirito, vento gagliardo e respiro di Dio, in Servitium, 156 (2004) 21-33
- R. Filippini, Esperienza profetica e culto, in Servitium 159 (2005), 79-92
- R, Filippini, At 8,26-40: “ Ma la sua posterità chi potrà mai descriverla?” L'episodio dell'eunuco, un caso singolare di evangelizzazione, in S. Grasso-E. Manicardi (ed), “ Generati da una Parola di Verità”, Scritti in onore di Rinaldo Fabris, nel suo 70º compleanno,EDB, Bologna 2006, 211-224
- R. Filippini, Conversione, in Dizionario Biblico della Vocazione, Ed. Rogate, Roma 2007, 154-159
- R. Filippini, Mutatio Sacramentorum. Il repertorio biblico negli affreschi della cappella del Corporale, in G. Cioli-S. Dianich-V. Mauro(ed), Spazi e immagini dell'Eucarestia. Il caso di Orvieto, EDB, Bologna 2007, 229-244
- R. Filippini, L'apologia di Paolo in At 22: fra storia della salvezza e biografia spirituale, in N. Ciola-G. Pulcinelli, Nuovo Testamento: Teologie in dialogo culturale. Scritti in onore di Romano Penna nel suo 70º compleanno, EDB, Bologna 2007, 219-231
- R. Filippini, Testimonianza, in R. Penna-G. Perego-G. Ravasi, Temi teologici della Bibbia, ed. S. Paolo, Milano 2010, 1413-1423
- R. Filippini, Cantico dei Cantici, Sogno di Sogni, Pazzini Stampatore Editore, Villa Verucchio(RN) 2010.
- R. Filippini, Oltre ogni limite. La conversione di Cornelio in At 10, in S. Noceti-G. Cioli-G. Canobbio, Ecclesiam Intelligere. Studi in onore di Severino Dianich, EDB, Bologna 2012, 53-66.
- R. Filippini, La gelosia del Signore (1Cor 10,22). Rubriche paoline per vivere e celebrare la Comunione con il corpo di Cristo. In Vivens Homo 22/2, 2011, 335-348
- R. Filippini, “Non avere paura. Continua a Parlare e non tacere”(At 18,9). Il ministero del Vangelo, in Parola, Spirito e Vita, 63, 2011, 117-130
- R. Filippini, L'impossibile necessità di costruir chiese. Brevi note su “ La Chiesa e le sue Chiese “ di Severino Dianich, teologo cattolico. In M. Gronchi-M. Soriani Innocenti (edd), Societas et Universitas, Miscellanea di scritti offerti a don Severino Dianich, ETS, 2012, 175-186
- R. Filippini, A Dynamic Tradition. Holy Scripture and Tradition in Roman Catholicism, relazione tenuta nel Symposium internazionale della Volos Academy presso la Facoltà teologica dell'Italia Centrale, The present and Future of biblical Studies in Orthodox and Roman Catholic Churches (Firenze il 6-7 giugno 2013).
- R. Filippini, Un possibile itinerario biblico, in W. Ruspi, Il Catecumenato: un futuro per la Chiesa?, LEV, Roma 2014, 345-356
- R. Filippini, Il vangelo della pace, croce e speranza dei cristiani, in P. Carlotti, G, Cioli e C. Nardi (edd), Sollers Cogitatio. Studi in memoria di Enrico Chiavacci, EDB (Vivens Homo 25/1), 2014, 187-215.